# Nicolas Ditlev Piper
Nicolas Ditlev Piper, baron Løwencron – duński dyplomata, żyjący w XVIII wieku.
W latach 1690–1702 był posłem duńskim na obrady Reichstagu w Ratyzbonie.